# خوناس أغيري
خوناس أغيري (بالإسبانية: Jonás Aguirre Ávalos) (5 مارس 1992 في الأرجنتين - ) هو لاعب كرة قدم أرجنتيني في مركز الوسط. لعب مع روزاريو سنترال.

## وصلات خارجية
- خوناس أغيري على موقع قاعدة بيانات كرة القدم.إي يو (الإنجليزية)
- خوناس أغيري على موقع Soccerway.com (الإنجليزية)
- خوناس أغيري على موقع عالم كرة القدم.نت (الإنجليزية)